# Monsagro
Monsagro es un municipio y localidad española de la provincia de Salamanca, en la comunidad autónoma de Castilla y León. Se integra dentro de la comarca de Ciudad Rodrigo y la subcomarca de Los Agadones. Pertenece al partido judicial de Ciudad Rodrigo.
Su término municipal está formado por un solo núcleo de población, ocupa una superficie total de 48,11 km² y según los datos demográficos recogidos en el padrón municipal tiene una población de 127 habitantes (INE 2024). Todo su territorio se sitúa dentro del parque natural de Las Batuecas-Sierra de Francia.

## Geografía
El punto más alto de su territorio es el pico de La Hastiala (1735 m), siendo el más bajo el lugar por donde el río Agadón abandona el término.
| Noroeste: Guadapero            | Norte: Serradilla del Arroyo | Noreste: El Maíllo        |
| Oeste: Morasverdes             |                              | Este: Ladrillar (Cáceres) |
| Suroeste: Serradilla del Llano | Sur: Nava de Francia         | Sureste: La Alberca       |

## Historia

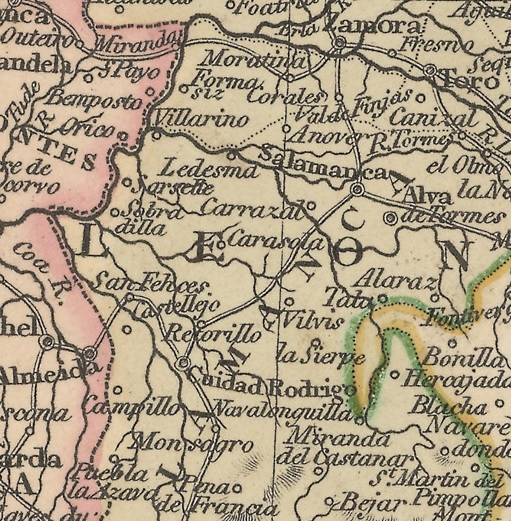
Detalle de un mapa de 1824 en el que se indica Monsagro.

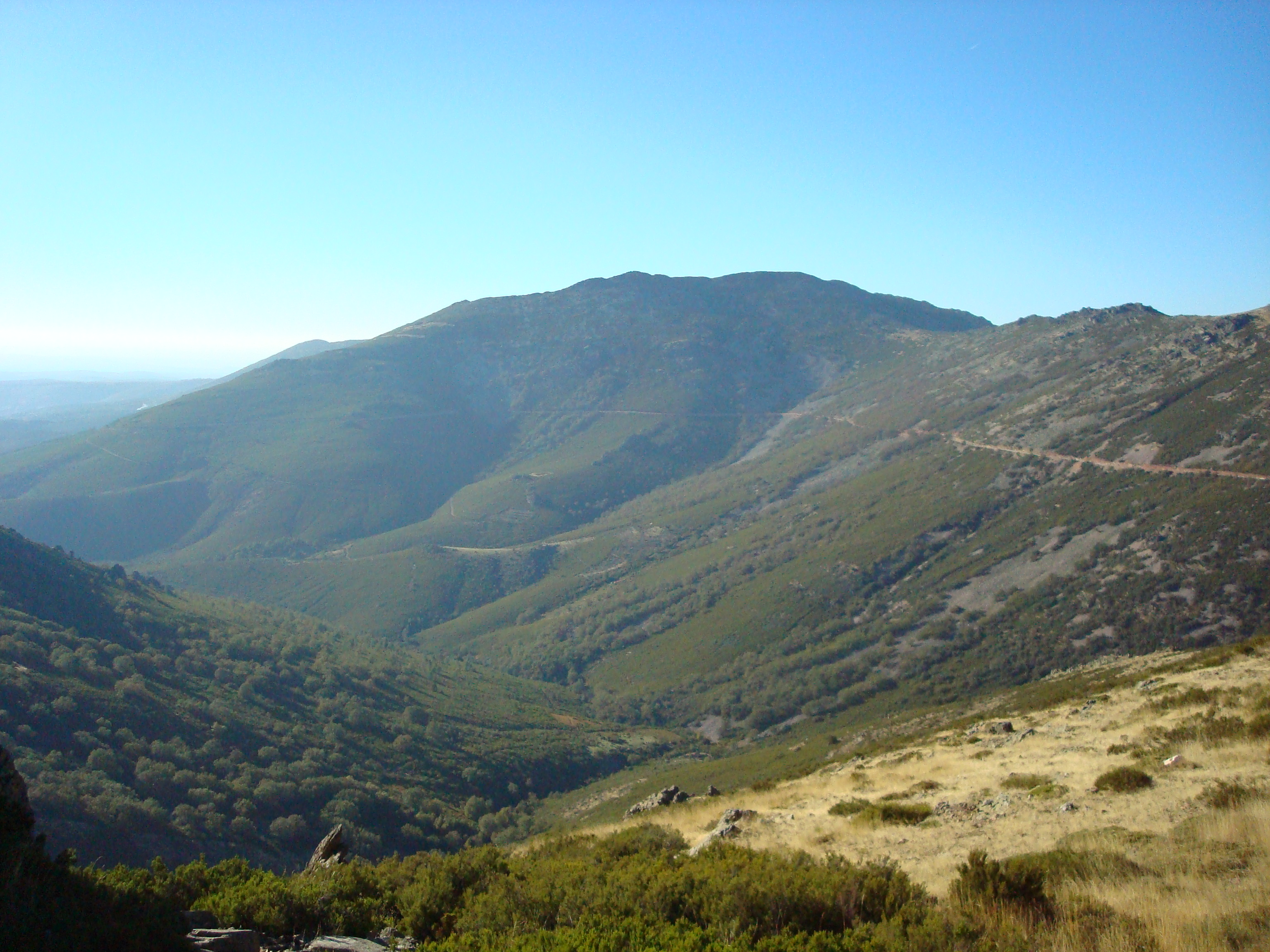
Vista de la cumbre del valle del Agadón, donde se sitúa Monsagro, desde la Peña de Francia.

La fundación de Monsagro se remonta a la repoblación efectuada por los reyes de León en la Edad Media, quedando integrado en la jurisdicción y obispado de Ciudad Rodrigo.
Con la creación de las actuales provincias en 1833, Monsagro quedó encuadrado en la provincia de Salamanca, dentro de la Región Leonesa.

## Demografía
Cuenta con una población de 127 habitantes (INE 2024).
| Gráfica de evolución demográfica de Monsagro entre 1842 y 2021                                                        |
| |
| Población de derecho según los censos de población del INE. Población de hecho según los censos de población del INE. |

Según el Instituto Nacional de Estadística, Monsagro tenía, a 31 de diciembre de 2018, una población total de 142 habitantes, de los cuales 75 eran hombres y 62 mujeres. Respecto al año 2000, el censo refleja 237 habitantes, de los cuales 136 eran hombres y 101 mujeres. Por lo tanto, la pérdida de población en el municipio para el periodo 2000-2018 ha sido de 95 habitantes, un 40% de descenso.

## Símbolos

### Escudo
El escudo heráldico que representa al municipio fue aprobado con el siguiente blasón:

Escudo partido. Primero, de gules con un monte de plata, sumado de una corona beatífica de lo mismo. Segundo, de plata con un sombrero episcopal de sinople, ornado de dos cordones con tres órdenes de borlas de lo mismo, puestas una, dos y tres en cada uno, y bajo el sombrero dos truchas, también de sinople, puestas en palo. Al timbre, la Corona Real Española.

### Bandera
El ayuntamiento no ha adoptado aún una bandera para el municipio.

## Administración y política
| Partido político                              | 2019  | 2019  | 2019       | 2015  | 2015  | 2015       | 2011  | 2011  | 2011       | 2007  | 2007  | 2007       | 2003  | 2003  | 2003       |
| Partido político                              | %     | Votos | Concejales | %     | Votos | Concejales | %     | Votos | Concejales | %     | Votos | Concejales | %     | Votos | Concejales |
| Partido Socialista Obrero Español (PSOE)      | 73,87 | 82    | 4          | 69,92 | 86    | 4          | 47,01 | 63    | 3          | 29,93 | 41    | 1          | 29,11 | 46    | 2          |
| Partido Popular (PP)                          | 22,52 | 25    | 1          | 26,02 | 32    | 1          | 33,58 | 45    | 1          | 30,66 | 42    | 2          | 34,81 | 55    | 3          |
| Coalición SI por Salamanca (SI)               | —     | —     | —          | —     | —     | —          | 11,94 | 16    | 1          | —     | —     | —          | —     | —     | —          |
| Unión del Pueblo Salmantino (UPSa)            | —     | —     | —          | —     | —     | —          | —     | —     | —          | 29,20 | 40    | 2          | 22,15 | 35    | 0          |
| Unidad Regionalista de Castilla y León (URCL) | —     | —     | —          | —     | —     | —          | —     | —     | —          | —     | —     | —          | 7,59  | 12    | 0          |

## Patrimonio
Destacan las huellas fósiles (icnofósiles) de origen marino de más de 400 millones de años de antigüedad (Ordovícico) presentes en las fachadas de algunas de sus casas. En ellas se pueden ver ejemplos de cruzianas de trilobites y diversos tipos de galerías de gusanos marinos (skolithos, daedalus) que constituyen una ruta autoguiada de gran interés turístico.
En Monsagro se encuentra también el Museo de los Mares Antiguos, un edificio que muestra de forma didáctica los distintos periodos geológicos con ejemplos fósiles.